# Tachina instigata
Tachina instigata là một loài ruồi trong họ Tachinidae.